# Max Holzboer
Max Holzboer (Chur, 29 juli 1883 - Zürich, 12 januari 1958) was een Zwitsers ijshockeyer en acteur. Hij nam deel aan de Olympische Zomerspelen van 1920 in Antwerpen en de Olympische Winterspelen van 1924 in Chamonix.

## Biografie
Max Holzboer was een van de 77 Zwitserse deelnemers aan de Olympische Zomerspelen van 1920. Hij maakte deel uit van de Zwitserse nationale ploeg in het ijshockey op deze Spelen. Na een zware 29-0-nederlaag tegen de Verenigde Staten verloren hij en zijn team later ook de bronzen finale tegen Zweden met 4-0.
Vier jaar later maakte Max Holzboer deel uit van de Zwitserse nationale ijshockeyploeg die deelnam aan de Olympische Winterspelen van 1924 in Chamonix. Hij kwam echter niet in actie tijdens deze Spelen.
Tijdens de Olympische Winterspelen van 1936 in Garmisch-Partenkirchen was Holzboer actief als scheidsrechter in de wedstrijden Tsjechoslowakije tegen Zweden en Groot-Brittannië tegen Zweden.
Na zijn periode als ijshockeyspeler acteerde hij in enkele films.
| Jaar | Spelen    | Team | Onderdeel     | Resultaat | Prestatie                                                                          |
| ---- | --------- | --- | ------------- | --------- | ---------------------------------------------------------------------------------- |
| 1920 | Antwerpen | Max Holzboer teamgenoten: Rodolphe Cuendet Louis Dufour jr. Louis Dufour sr. Marius Jaccard Bruno Leuzinger Paul Lob René Savoie Walter von Siebenthal Max Sillig                                                    | ijshockey (m) | 5e        | kwartfinale: V van Verenigde Staten: 29-0 bronzen finale: V van Zweden: 4-0        |
| 1924 | Chamonix  | Max Holzboer teamgenoten: Bruno Leuzinger Walter von Siebenthal Donald Unger Edouard Mottier René Savoie Marius Jaccard Edouard Filliol Fred Auckenthaler Ernest Jacquet Peter Müller André Verdeil Louis Dufour jr. | ijshockey (m) | 7e        | groepsfase: V van SWE: 9-0 groepsfase: V van CAN: 33-0 groepsfase: V van TCH: 11-2 |

- Gemeinsame Normdatei: 1061525090
- International Standard Name Identifier: 0000 0000 4155 2515
- Library of Congress Control Number: no97009128
- Nationale Bibliotheek van Israël: 987007314816305171
- Virtual International Authority File: 56212264
- WorldCat: E39PBJrRkGmf6pkCfj6YJX4THC